# David A. R. White
David Andrew Roy White mais conhecido como David A. R. White (Dodge City, 12 de maio de 1970) é um ator, produtor,  roteirista e diretor norte-americano. David é co-fundador da produtora cinematográfica Pinnacle Peak Pictures.

## Biografia
David A. R. White mudou-se para Los Angeles, Califórnia, com 19 anos, seis meses após sua chegada a Los Angeles, foi lhe dado o papel de Andrew Phillpot, na série da CBS intitulada Evening Shade (1990 - 1994), no qual atuava ao lado de Burt Reynolds. David também fez participações especiais em outras séries de televisão, como: Coach, Saved by the Bell, Sisters e Melrose Place, atuou em filmes como The Visitation, uma adaptação do romance de Frank Peretti, Bells of Innocence junto com Chuck Norris e Mercy Streets onde foi nomeado ao prêmio Movie Guide Awards de Melhor Ator.
Em 1999 David protagonizou o filme The Moment After e a sequência de 2006 The Moment After 2: The Awakening, ambos os quais sua esposa Andrea também atuou.
Em 2004, White estrelou ao lado de Stephen Baldwin, Kevin Downes, Eric Roberts e Jeffrey Dean Morgan o filme Six: The Mark Unleashed.
Em 2005, ele fundou a Pure Flix (agora Pinnacle Peak Pictures), uma produtora de filmes evangélicos estrelados por Michael Scott, Russell Wolfe e Elizabeth Travis.s
Em 2009 Interpretou o agente do FBI David Ramsey protagonista do filme In the Blink of an Eye.
Em 2011 estrelou o filme de ação Jerusalem Countdown, e em 2012 estrelou e dirigiu o filme Me Again, e no mesmo ano estrelou o filme Brother White.
Seu trabalho de maior sucesso até agora foi God's Not Dead, que arrecadou mais de US$ 62 milhões em cinemas de todo o mundo. David também é um dos protagonistas de God's Not Dead 2.
Em 2015, interpretou Wayne co-protagonista do filme Faith of Our Fathers ao lado de Kevin Downes, um drama sobre veteranos da guerra do Vietnã.

### Produtor
White foi produtor associado do filme de 1994, End of the Harvest e depois produziu seu primeiro filme The Moment After em 1999, no qual também estrelou, David também produziu outros filmes como: The Visitation, The Wager e Hidden Secrets. Em 2012, ele produziu o drama histórico Apostle Peter and the Last Supper, estrelado por Robert Loggia e Bruce Marchiano.

### Diretor
Em 2010 White dirigiu seu primeiro filme: The Encounter, a cerca de quatro estranhos presos em uma lanchonete, sendo servido pelo proprietário  que é Jesus, o longa é estrelado por Bruce Marchiano, Jaci Velasquez e pelo lutador Steve Borden, seu segundo filme foi Holyman Undercover, no qual estrelou ao lado de Fred Willard. Ao todo David já dirigiu cinco filmes.

## Prêmios e Indicações

### Movie Guide Awards
| Ano  | Categoria           | Filme         | Resultado |
| ---- | ------------------- | ------------- | --------- |
| 2000 | Melhor Ator - Drama | Mercy Streets | Indicado  |